# Stupendemys
Stupendemys is een geslacht van uitgestorven schildpadden die in het Laat-Mioceen en Vroeg-Plioceen leefden in wat nu Zuid-Amerika is. De soort Stupendemys geographicus was een van de grootste schildpadden ooit.

## Soorten
Er zijn tot op heden twee soorten beschreven. Stupendemys geographicus is bekend van fossiele vondsten in de Urumaco-formatie in Venezuela. Van de iets kleinere Stupendemys souzai zijn fossielen gevonden in de Solimões-formatie in de Braziliaanse deelstaat Acre.

## Kenmerken
Stupendemys geographicus was de reus onder de halswenders en de grootste zoetwaterschildpad die de wereld ooit heeft gekend. Het grootste exemplaar dat werd gevonden had een schild met een geschatte totale lengte van 2,18 meter. De massa overtrof vermoedelijk zelfs die van Archelon. De hedendaagse verwant de arrauschildpad (Podocnemis expansa) uit de Orinoco en de Amazone in Zuid-Amerika heeft een lengte van 75 centimeter.

## Leefgebied
Het leefgebied van Stupendemys was vooral laaggelegen regenwoud dat seizoensgewijs werd overspoeld, evenals overstromings- en moerasgebied. De rivieren moesten breed en traag zijn.

## Leefwijze
Het voedsel bestond uit wieren die Stupendemys graasde op de rivierbodem. De schildpad kon heel lang onder water vertoeven om te grazen op waterplanten. Deze zeer zwakke zwemmer was niet in staat om tegen de stroom in te zwemmen en vermeed derhalve snelstromend water.